# André Sjöberg
André Thomas Sjöberg es un actor sueco, más conocido por haber interpretado a Dick Jörgensen en las películas de Johan Falk y a Nils Geting en la miniserie Snapphanar.

## Biografía
André se entrenó en la escuela de Teatro "Teaterhögskolan" en Gotemburgo.

## Carrera
En el 2004 dio vida a Tore, un joven con una deficiencia mental que es rechazado por sus pares pero que pronto se vuelve parte del coro en la película Så som i himmelen (en inglés "As It Is in Heaven"). 
En el 2006 se unió al elenco principal de la miniserie Snapphanar donde dio vida a Nils Geting. La miniserie se basó en los hechos reales del movimiento rebelde campesino conocido como "Snapphane" que peleó contra la dominación sueca de Scania en el siglo XVII. 
En el 2007 se unió al elenco de la película Solstorm (en inglés "Sunstorm") donde interpretó al abusador de menores Viktor Strandgård. 
En el 2009 obtuvo su primer papel importante en películas cuando interpretó por primera vez al policía Dick Jörgensen, un oficial de delitos graves que ayuda a la Unidad de Investigaciones Especiales "GSI" en varios casos durante las series de las películas de Johan Falk: Johan Falk: GSI-Gruppen för särskilda insatser, Johan Falk: Vapenbröder, Johan Falk: National Target, Johan Falk: Leo Gaut, Johan Falk: Operation Näktergal y en Johan Falk: De fredlösa.
En el 2011 coprotagonizó la película sueca de guerra Gränsen (en inglés: "Beyond the Border") donde dio vida al teniente Aron Stenström. 
En el 2012 se unió al elenco de la serie Real Humans donde interpretó al androide Gordon, hasta el final de la serie en el 2014. 
Ese mismo año interpretó nuevamente al oficial en Johan Falk: De 107 patrioterna y en Johan Falk: Organizatsija Karayan. También apareció como invitado en el sexto episodio de la primera temporada de la serie sueca Real Humans (en sueco: "Äkta människor") donde interpretó a Jan. 
En el 2013 interpretó nuevamente a Jörgensen en la película Johan Falk: Kodnamn: Lisa junto a los actores Jakob Eklund, Jens Hultén y Joel Kinnaman. 
En el 2015 volvió a dar vida a Tore ahora en la película Så ock på jorden, la cual es la secuela de la película "Så som i himmelen" estrenada en el 2004. 
Ese mismo año apareció por última vez como Dick, ahora en las películas de Johan Falk: Ur askan i elden, Johan Falk: Blodsdiamanter, Johan Falk: Lockdown y finalmente en la última entre de la franquicia Johan Falk: Slutet.
En el 2017 se unió al elenco de la película Ticket Holders or: A Metaphysical Journey Through a Cineast's Brain donde interpretó a Joel.

## Filmografía[1]

### Películas
| Año  | Título                                         | Personaje          | Notas                                                                                               |
| ---- | ---------------------------------------------- | ------------------ | --------------------------------------------------------------------------------------------------- |
| 2017 | Ticket Holders or: A Metaphysical Journey...   | Joel               | |
| 2015 | Så ock på jorden                               | Tore               | junto a Axelle Axell, Björn Bengtsson, Eric Ericson, Niklas Falk, Frida Hallgren y Lennart Jähkel   |
| 2015 | Johan Falk: Slutet                             | Dick Jörgensen     | junto a Jakob Eklund, Jens Hultén, Meliz Karlge, Mårten Svedberg y Mikael Tornving                  |
| 2015 | Johan Falk: Lockdown                           | Dick Jörgensen     | junto a Jakob Eklund, Jens Hultén, Meliz Karlge, Henrik Norlén, Mårten Svedberg y Mikael Tornving   |
| 2015 | Johan Falk: Blodsdiamanter                     | Dick Jörgensen     | junto a Jakob Eklund, Jens Hultén, Meliz Karlge, Mårten Svedberg y Alexander Karim                  |
| 2015 | Johan Falk: Ur askan i elden                   | Dick Jörgensen     | junto a Jakob Eklund, Jens Hultén, Meliz Karlge, Henrik Norlén, Mårten Svedberg y Mikael Tornving   |
| 2013 | Johan Falk: Kodnamn: Lisa                      | Dick Jörgensen     | junto a Jakob Eklund, Joel Kinnaman, Jens Hultén, Meliz Karlge, Mårten Svedberg y Henrik Norlén     |
| 2012 | Johan Falk: Organizatsija Karayan              | Dick Jörgensen     | junto a Jakob Eklund, Joel Kinnaman, Jens Hultén, Meliz Karlge y Mårten Svedberg                    |
| 2012 | Johan Falk: De 107 patrioterna                 | Dick Jörgensen     | junto a Jakob Eklund, Joel Kinnaman, Jens Hultén, Meliz Karlge y Anastasios Soulis                  |
| 2011 | Irene Huss - Det lömska nätet                  | Conductor          | junto a Angela Kovács, Dag Malmberg, Emma Swenninger, Anki Lidén y Eric Ericson                     |
| 2011 | Gränsen                                        | Lt. Aron Stenström | junto a Jens Hultén, Martin Wallström, Henrik Norlén, Antti Reini y Bjørn Sundquist                 |
| 2009 | Johan Falk: De fredlösa                        | Dick Jörgensen     | junto a Jakob Eklund, Joel Kinnaman, Meliz Karlge, Henrik Norlén y Mårten Svedberg                  |
| 2009 | Johan Falk: Operation Näktergal                | Dick Jörgensen     | junto a Jakob Eklund, Joel Kinnaman, Meliz Karlge, Henrik Norlén y Mårten Svedberg                  |
| 2009 | Johan Falk: Leo Gaut                           | Dick Jörgensen     | junto a Jakob Eklund, Joel Kinnaman, Meliz Karlge, Henrik Norlén y Mårten Svedberg                  |
| 2009 | Johan Falk: National Target                    | Dick Jörgensen     | junto a Jakob Eklund, Joel Kinnaman, Jens Hultén, Meliz Karlge y Mårten Svedberg                    |
| 2009 | Johan Falk: Vapenbröder                        | Dick Jörgensen     | junto a Jakob Eklund, Joel Kinnaman, Jens Hultén, Meliz Karlge y Martin Wallström                   |
| 2009 | Johan Falk: GSI-Gruppen för särskilda insatser | Dick Jörgensen     | junto a Jakob Eklund, Joel Kinnaman, Jens Hultén, Meliz Karlge y Mårten Svedberg                    |
| 2007 | Solstorm                                       | Viktor Strandgård  | junto a Izabella Scorupco, Mikael Persbrandt, Jakob Eklund, Krister Henriksson y Suzanne Reuter     |
| 2004 | Så som i himmelen                              | Tore               | junto a Michael Nyqvist, Frida Hallgren, Helen Sjöholm, Lennart Jähkel, Ingela Olsson y Niklas Falk |

### Series de televisión
| Año         | Título         | Personaje   | Notas                      |
| ----------- | -------------- | ----------- | -------------------------- |
| 2012 - 2014 | Real Humans    | Gordon      | 15 episodios               |
| 2009        | Oskyldigt dömd | Johan       | episodio "Unknown Witness" |
| 2006        | Snapphanar     | Nils Geting | 3 episodios - miniserie    |

### Productor y escritor
| Año  | Título  | Notas                |
| ---- | ------- | -------------------- |
| 2011 | Gränsen | productor y escritor |

### Teatro
| Año  | Título      | Personaje | Director (a) | Teatro                 | Notas |
| ---- | ----------- | --------- | ------------ | ---------------------- | ----- |
| 2003 | Mio min Mio | Jum-Jum   | Stina Ancker | Stockholms Stadsteater | -     |